# Hypena elfriedae
Hypena elfriedae là một loài bướm đêm trong họ Erebidae.